# 1988 a jogalkotásban
1988-ban az alábbi jogszabályokat alkották meg:

## Magyarország

### Törvények (27)
- 1988. évi I. törvény 	 a közúti közlekedésről, egységes szerkezetben a végrehajtásáról szóló 30/1988. (IV. 21.) MT rendelettel
- 1988. évi II. törvény 	 a szövetkezetekről szóló 1971. évi III. törvény módosításáról
- 1988. évi III. törvény 	 a mezőgazdasági termelőszövetkezetekről szóló 1967. évi III. törvény módosításáról
- 1988. évi IV. törvény 	 az élelmiszerekről szóló 1976. évi IV. törvény módosításáról
- 1988. évi V. törvény 	 a Magyar Népköztársaság 1987. évi állami költségvetésének a végrehajtásáról
- 1988. évi VI. törvény 	 a gazdasági társaságokról
- 1988. évi VII. törvény 	 az általános forgalmi adóról szóló 1987. évi V. törvény módosításáról
- 1988. évi VIII. törvény 	 a magánszemélyek jövedelemadójáról szóló 1987. évi VI. törvény módosításáról
- 1988. évi IX. törvény 	 a vállalkozási nyereségadóról
- 1988. évi X. törvény 	 a vállalkozási nyereségadóról és a magánszemélyek jövedelemadójának módosításáról szóló törvények hatálybalépésével kapcsolatos átmeneti rendelkezésekről és egyes jogszabályok módosításáról, hatályon kívül helyezéséről
- 1988. évi XI. törvény 	 a központi műszaki fejlesztési alapról
- 1988. évi XII. törvény 	 a Büntető Törvénykönyv módosításáról
- 1988. évi XIII. törvény 	 a polgári eljárási szabályok módosításáról
- 1988. évi XIV. törvény 	 az állami pénzügyekről szóló 1979. évi II. törvény módosításáról
- 1988. évi XV. törvény 	 a nem lakás céljára szolgáló építmények adójáról szóló 1985. évi 23. törvényerejű rendelet módosításáról
- 1988. évi XVI. törvény 	 a Magyar Népköztársaság minisztériumainak felsorolásáról szóló 1987. évi VII. törvény módosításáról
- 1988. évi XVII. törvény 	 a Magyar Népköztársaság 1989. évi állami költségvetéséről
- 1988. évi XVIII. törvény 	 a vállalkozások 1989. évi eredménye után fizetendő kiegészítő adóról
- 1988. évi XIX. törvény 	 a magánszemélyek jövedelemadójáról szóló 1987. évi VI. törvény módosításáról
- 1988. évi XX. törvény 	 az illetékekről szóló 1986. évi I. törvény módosításáról
- 1988. évi XXI. törvény 	 a Társadalombiztosítási Alapról
- 1988. évi XXII. törvény 	 a társadalombiztosításról szóló 1975. évi II. törvény módosításáról
- 1988. évi XXIII. törvény 	 a szakképzési hozzájárulásról és a Szakképzési Alapról
- 1988. évi XXIV. törvény 	 a külföldiek magyarországi befektetéseiről
- 1988. évi XXV. törvény 	 a polgári törvénykönyv módosításáról
- 1988. évi XXVI. törvény 	 a honvédelemről szóló 1976. évi I. törvény módosításáról

### Törvényerejű rendeletek (29)
- Forrás: Törvényerejű rendeletek teljes listája (1949 - 1989)
- 1988. évi 1. törvényerejű rendelet 	 a Magyar Népköztársaság és a Jugoszláv Szocialista Szövetségi Köztársaság között a kölcsönös jogsegélyről szóló, Belgrádban, az 1968. évi március hó 7. napján aláírt szerződés (1969. évi 1. törvényerejű rendelet) módosításáról és kiegészítéséről szóló, Budapesten, 1986. évi április hó 25. napján aláírt szerződés kihirdetéséről
- 1988. évi 2. törvényerejű rendelet 	 a növényvédelemről
- 1988. évi 3. törvényerejű rendelet 	 a kínzás és más kegyetlen, embertelen vagy megalázó büntetések vagy bánásmódok elleni nemzetközi egyezmény kihirdetéséről
- 1988. évi 4. törvényerejű rendelet 	 a „3. Pótjegyzőkönyv az Egyetemes Postaegyesület Alapokmányához” kihirdetéséről
- 1988. évi 5. törvényerejű rendelet 	 a Magyar Népköztársaság és a Német Szövetségi Köztársaság között a beruházások elősegítéséről és kölcsönös védelméről szóló szerződés kihirdetéséről
- 1988. évi 6. törvényerejű rendelet 	 a Magyar Népköztársaság és a Jugoszláv Szocialista Szövetségi Köztársaság között a kettős adóztatás elkerülésére a jövedelem- és a vagyonadók területén Budapesten, 1985. október 17. napján aláírt egyezmény kihirdetéséről
- 1988. évi 7. törvényerejű rendelet 	 a Magyar Népköztársaság és a Spanyol Királyság között Budapesten, az 1985. évi május hó 10. napján aláírt kiadatási és bűnügyi jogsegélyegyezmény kihirdetéséről
- 1988. évi 8. törvényerejű rendelet 	 egyes törvényerejű rendeletek hatályon kívül helyezéséről
- 1988. évi 9. törvényerejű rendelet 	 a Magyar Népköztársaság és a Szíriai Arab Köztársaság között a polgári és bűnügyi jogsegélyről szóló 1986. május 1-jén Damaszkuszban aláírt egyezmény kihirdetéséről
- 1988. évi 10. törvényerejű rendelet 	 az ipari szövetkezetekről szóló 1971. évi 32. törvényerejű rendelet módosításáról
- 1988. évi 11. törvényerejű rendelet 	 a fogyasztási, értékesítő és beszerző szövetkezetekről szóló 1971. évi 35. törvényerejű rendelet módosításáról
- 1988. évi 12. törvényerejű rendelet 	 az 1985. évi 16. törvényerejű rendelet módosításáról
- 1988. évi 13. törvényerejű rendelet 	 a Genfben, az 1985. évi június hó 26. napján kelt, az üzemegészségügyi szolgálatról szóló egyezmény kihirdetéséről
- 1988. évi 14. törvényerejű rendelet 	 a Magyar Népköztársaság és a Szíriai Arab Köztársaság között Damaszkuszban, 1986. szeptember 17-én aláírt Konzuli Egyezmény kihirdetéséről
- 1988. évi 15. törvényerejű rendelet 	 a fegyveres erők és a fegyveres testületek hivatásos állományának szolgálati viszonyáról szóló 1971. évi 10. törvényerejű rendelet módosításáról
- 1988. évi 16. törvényerejű rendelet 	 magas állami tisztségeket betöltő egyes vezetők munkabérének megállapításáról
- 1988. évi 17. törvényerejű rendelet 	 az 1965. évi 4. törvényerejű rendelettel kihirdetett, az Egységes Kábítószer Egyezmény módosításáról és kiegészítéséről szóló, Genfben, 1972. március 25-én kelt Jegyzőkönyv kihirdetéséről
- 1988. évi 18. törvényerejű rendelet 	 a letéti jegyről
- 1988. évi 19. törvényerejű rendelet 	 a lakásszövetkezetekről szóló 1977. évi 12. törvényerejű rendelet módosításáról
- 1988. évi 20. törvényerejű rendelet közkegyelem gyakorlásáról
- 1988. évi 21. törvényerejű rendelet 	 a Nemzetközi Tengerészeti Szervezetről Genfben, az 1948. évi március hó 5. napján kelt egyezmény módosított és egységes szerkezetbe foglalt szövegének kihirdetéséről
- 1988. évi 22. törvényerejű rendelet 	 az 1990. évi népszámlálásról
- 1988. évi 23. törvényerejű rendelet 	 a lőfegyverekről és a lőszerekről
- 1988. évi 24. törvényerejű rendelet 	 a Polgári és Politikai Jogok Nemzetközi Egyezségokmányához kapcsolódó, az Egyesült Nemzetek Közgyűlése által New Yorkban 1966. december 16-án elfogadott Fakultatív Jegyzőkönyv kihirdetéséről
- 1988. évi 25. törvényerejű rendelet 	 az Egyesült Nemzetek Közgyűlése XXI. ülésszakán, 1966. december 16-án elfogadott Polgári és Politikai Jogok Nemzetközi Egyezségokmánya kihirdetéséről szóló 1976. évi 8. törvényerejű rendelet módosításáról
- 1988. évi 26. törvényerejű rendelet 	 a felszámolási eljárásról szóló 1986. évi 11. törvényerejű rendelet módosításáról
- 1988. évi 27. törvényerejű rendelet 	 a kincstárjegyről szóló 1987. évi 23. törvényerejű rendelet módosításáról
- 1988. évi 28. törvényerejű rendelet 	 a bírósági cégnyilvántartásról szóló 1985. évi 16. törvényerejű rendelet módosításáról
- 1988. évi 29. törvényerejű rendelet 	 a lőfegyverekről és a lőszerekről szóló 1988. évi 23. törvényerejű rendelet hatályon kívül helyezéséről

### Minisztertanácsi rendeletek
- 17/1988. (III. 29.) MT rendelet a szociális és egészségügyi miniszter feladat- és hatásköréről
- 89/1988. (XII. 20.) MT rendelet a közúti közlekedési szolgáltatásokról és a közúti járművek üzemben tartásáról
- 99/1988. (XII. 22.) MT rendelet  a vízközmű társulatok gazdálkodási rendjéről
- 106/1988. (XII. 26.) MT rendelet a lakáscélú támogatásokról

### Miniszteri rendeletek

#### Február
- 1/1988. (II. 12.) PM rendelet az 1960 előtt kibocsátott pénzügyminiszteri rendeletek rendezéséről
- 2/1988. (II. 12.) PM rendelet  a bérbruttósítás fedezetére állami garancia mellett felvett hitel kamata utáni adókedvezményről

#### Március
- 4/1988. (III. 25.) MÉM rendelet a Mezőgazdasági Minősítő Intézet létesítéséről és feladatairól

#### Április
- 14/1988. (IV. 26.) PM rendelet  a magánkereskedelemben az 1987. december 31-ei árukészlet értékében levő fogyasztási forgalmi adó és magánszemélyek forgalmi adójával kapcsolatos pénzügyi rendezésről

#### Május
- 4/1988. (V. 1.) MP rek. egyes költségtérítések, költség- átalányok megállapításáról
- 6/1988. (V. 19.) MÉM rendelet A Földmérési és Távérzékelési Intézet létesítéséről és feladatairól
- 5/1988. (V. 31.) SZEM rendelet a szerzett immunhiányos tünetcsoport terjedésének meggátlása érdekében szükséges intézkedésekről és a szűrővizsgálat elrendeléséről

#### Június
- 8/1988. (VI. 30.) MÉM'rendelet A növényegészségügyi és talajvédelmi felügyeletről
- 9/1988. (VI. 30.) MÉM rendelet az állategészségügyi és élelmiszerellenőrző felügyeletről
- 7/1988. (VI. 30.) KeM-SZEM együttes rendelet az élelmiszerekről szóló 1976. évi IV. törvény végrehajtásáról
- 10/1988. (VI. 30.) MÉM—SZEM együttes rendelet az élelmiszerekről szóló 1976. évi IV. törvény végrehajtásáról

#### Július
- 5/1988. (VII. 1.) KM rendelet  a közúti járművek költségtérítéses rendszerű üzemeltetéséről szóló 16/1987. (XII. 27.) KM rendelet módosításáról

#### Augusztus
- 7/1988. (VIII. 1.) IM rendelet A Gyermekek Jogellenes Külföldre Vitelének Polgári Jogi Vonatkozásairól szóló, Hágában, az 1980. október 25. napján kelt, az 1986. évi 14. törvényerejű rendelettel kihirdetett szerződés végrehajtásáról
- 9/1988. (VIII. 5.) IM rendelet a büntetőeljárás során kirendelt védő díjáról és költségeiről szóló 1/1974. (II. 15.) IM rendelet módosításáról
- 10/1988. (VIII. 5.) IM rendelet a népi ülnökök díjazásáról szóló 7/1973. (XII. 28.) IM rendelet módosításáról
- 11/1988. (VIII. 5.) IM rendelet a tanúk díjazásáról szóló 1/1969. (I. 8.) IM rendelet módosításáról
- 4/1988. (VIII. 5.) KVM rendelet a környezetvédelem és a vízgazdálkodás területi államigazgatási szerveiről

#### December
- 17/1988. (XII. 22.) SZEM rendelet a kétszintű helyi-területi igazgatással kapcsolatos hatáskör telepítéséről
- 61/1988. (XII. 24.) PM rendelet a leltározás, mérleg- és mérlegbeszámoló készítési kötelezettségről szóló 60/1987. (XII. 7.) PM rendelet módosításáról
- 69/1988. (XII. 26.) PM—KeM együttes rendelet a hazatérő részére biztosított vámmentességről szóló 16/1970. (VI. 4.) PM—KkM együttes rendelet hatályon kívül helyezéséről
- 72/1988. (XII. 27.) PM rendelet egyes pénzügyminiszteri rendeletek hatályon kívül helyezéséről
- 73/1988. (XII. 27.) PM—OT együttes rendelet a budapesti állami vállalatok és szövetkezetek áttelepítéséhez rendelkezésre álló pénzeszközök felhasználásáról szóló 51/1975. (XI. 22.) PM—OT együttes rendelet hatályon kívül helyezéséről
- 12/1988. (XII. 27.) ÁH rendelkezés az árformákról
- 77/1988. (XII. 27.) PM-ÉVM együttes rendelet a lakáscélú támogatásokról szóló 106/1988. (XII. 26.) MT rendelet végrehajtásáról